# Falling Down – Ein ganz normaler Tag
Falling Down – Ein ganz normaler Tag ist ein US-amerikanisches Action-Drama aus dem Jahr 1993. Der Regisseur war Joel Schumacher, das Drehbuch schrieb Ebbe Roe Smith. Die Hauptrollen in der bissigen Satire spielen Michael Douglas und Robert Duvall.
Der Protagonist William („Bill“) Foster, ein geschiedener, ehemaliger Mitarbeiter in der Rüstungsindustrie, ist an einem ungewöhnlich heißen Tag in Los Angeles unterwegs. Eigentlich möchte er nur seiner Tochter ein Geburtstagsgeschenk vorbeibringen, aber da nichts so läuft, wie er es sich wünscht, erfährt er nicht nur selbst Gewalt, sondern seine eigene Frustration entlädt sich in Gegengewalt, die immer mehr eskaliert und dabei soziale und gesellschaftliche Probleme vor Augen führen. Foster, der bisher ein angepasstes, bürgerliches Leben geführt hat, agiert dabei immer zorniger und gewalttätiger. Da es in seinem Fall keinen direkten Schuldigen für seine Misere gibt, wird Bill zunehmend zu einer Gefahr für alle, die sich ihm auf dem Weg zu seiner Tochter in den Weg stellen.

## Handlung
Der Kriminalpolizist Sergeant Martin Prendergast hat seinen letzten Arbeitstag, bevor er frühzeitig in den Ruhestand gehen möchte. Sein Vorgesetzter Captain Yardley versucht halbherzig, ihn zu überreden, noch etwas beim LAPD zu bleiben. Prendergast betont, mit seiner Pensionierung den Wunsch seiner kranken Frau nach mehr Ruhe erfüllen zu wollen. 
Prendergast wird noch mit einem scheinbar unbedeutenden Fall von Nötigung in einem koreanischen Lebensmittelgeschäft betraut, der ihn jedoch stutzig macht, weil der Täter den Laden zwar mit einem Baseballschläger demolierte, aber für eine Dose Coca-Cola den – selbst festgesetzten – Kaufpreis „von 1965“ zahlte. Den ursprünglich zur Selbstverteidigung des Inhabers dienenden Baseballschläger nahm der Mann mit. Wenig später passt die vom Ladenbesitzer abgegebene Täterbeschreibung auf eine in mehrere Vorfälle quer durch die Stadt verwickelte verdächtige Person. Prendergast stellt fest, dass derselbe Mann wenige Stunden zuvor sein Auto mitten in einem Stau stehengelassen hat. Unterstützt von seiner Kollegin, Sandra Torres, nimmt er die Ermittlung auf.
Der Besitzer des stehengelassenen Autos des Modells Chevette mit dem Wunschkennzeichen „D-Fens“, William Foster, arbeitete viele Jahre bei einer Rüstungsfirma und wurde etwa einen Monat zuvor plötzlich entlassen. Er lebt getrennt von seiner Exfrau Elizabeth, die ein gerichtliches Kontaktverbot erwirkt hat, ist jedoch trotzdem auf dem Weg zu ihr und der gemeinsamen Tochter, um dem Kind ein Geburtstagsgeschenk zu überreichen. In einem Problemviertel gerät Foster in Streit mit zwei Mitgliedern einer Latino-Jugendgang: Er schlägt die jungen Männer, die ihm den Aktenkoffer abnehmen wollen, überraschend mit dem Baseballschläger in die Flucht. Beide wollen Foster wenig später aus einem Auto erschießen, verfehlen ihn jedoch und treffen stattdessen mehrere unbeteiligte Passanten. Unmittelbar darauf werden sie zudem in einem Unfall schwer verletzt. Foster nimmt ihnen eine Maschinenpistole und eine Sporttasche mit weiteren Waffen ab, schießt einem der Jugendlichen ins Bein und marschiert weiter durch die Stadt.
In einem Fast-Food-Restaurant möchte Foster ein Frühstück bestellen. Da die Frühstückszeit aber seit wenigen Minuten beendet ist, zwingt er den Filialleiter mit der Maschinenpistole, ihn trotzdem zu bedienen, und feuert versehentlich einige Schüsse in die Decke. Danach versucht Foster wiederholt, seine Exfrau telefonisch zu erreichen. An einer Telefonzelle gerät Foster in Wut über einen nörgelnden Passanten, der ebenfalls telefonieren will, und zerstört die Zelle mit einem Feuerstoß aus seiner Maschinenpistole. Als er in einem Militarialaden Wanderstiefel kaufen möchte, wird er vom Ladeninhaber vor Officer Torres von der Polizei versteckt. Er hilft Foster, weil er den Polizeifunk abgehört hat und irrtümlich glaubt, dass beide dieselbe Abneigung gegen Homosexuelle, Schwarze und Juden teilen. Als klar wird, dass dem nicht so ist, versucht der Neonazi, Foster Handschellen anzulegen, um ihn der Polizei zu übergeben. Foster wehrt sich jedoch mit dem Butterflymesser, das er einem der Latinos abgenommen hatte, und erschießt den Mann. Aus dem Laden ruft er seine Exfrau an und teilt ihr mit, dass er sich nun auf einem „Weg ohne Rückkehrmöglichkeit“ befinde – ähnlich einer Raumschiffbesatzung mit abgerissenem Erdkontakt. Sie ist nun alarmiert. Als man Foster auf seinem weiteren Weg – nun in Militärkluft – an einer Straßenbaustelle nicht durchlassen will, jagt er diese kurzerhand mit einer M72-Panzerabwehrwaffe (aus dem Militärladen) in die Luft. Er kreuzt den Golfplatz eines feinen Countryclubs, ruft dort einen Herzanfall eines erschreckten Mitglieds hervor und bricht in ein Villengrundstück ein.
Prendergast versucht seine Arbeitskollegen derweil davon zu überzeugen, dass es sich bei den Vorfällen um ein und denselben hochgefährlichen Täter handelt. Sie nehmen seine Vermutungen jedoch nicht ernst, vielmehr schickt ihn sein unmittelbarer Vorgesetzter an seinen Schreibtisch zurück und eröffnet ihm, dass er ihn in Wahrheit nie ausstehen konnte. Seiner Meinung nach drückt sich Prendergast seit Jahren vor dem Dienst auf der Straße und ist damit in seinen Augen kein richtiger Polizist. Auf eigene Faust weiter ermittelnd kommt Prendergast dahinter, dass Foster auf dem Weg zu seiner Exfrau und seiner Tochter ist. Kurz bevor Foster das Haus erreicht, kann sich Elizabeth mit der Tochter aus dem Haus schleichen. Foster schaut sich daraufhin ein paar alte Videobänder an und schwelgt in Erinnerungen, wobei er auf den möglichen Fluchtort der beiden kommt – einen Pier in Venice Beach in der Nähe ihres Hauses.
Als Foster von den eintreffenden Beamten Prendergast und Torres überrascht wird, verletzt er Torres durch einen Schuss und begibt sich zum Pier, wo es zum Aufeinandertreffen mit Exfrau und Tochter kommt. Prendergast erreicht die gerade von der Polizei geräumte Seebrücke wenige Augenblicke später und schafft es durch einen Trick gemeinsam mit Fosters Exfrau, diesen zu entwaffnen, woraufhin die Frau mit der Tochter flieht. In einem kurzen Dialog will Prendergast Foster zum Aufgeben bewegen. Dieser zieht es jedoch vor, zu sterben, um so seine Tochter mithilfe seiner Lebensversicherung zu versorgen. Daher inszeniert Foster ein Schussduell „wie im Western“, indem er Prendergast vorgaukelt, noch eine weitere Waffe zu tragen. Daraufhin wird er von Prendergast erschossen und fällt vom Pier in den Ozean. Dabei stellt sich die weitere Waffe als eine Wasserpistole heraus, die Foster unterwegs an sich genommen hatte, um den von ihm geplanten Suicide by cop zu provozieren. Als Captain Yardley, der Prendergast bei seinen Ermittlungen nicht unterstützt hat, vor Journalisten seinem Sergeant „ausgezeichnete Arbeit“ attestiert, wird dies von Prendergast mit einem trockenen „Lecken Sie mich am Arsch, Captain, und am besten kreuzweise!“ kommentiert.

## Rezeption
Der Film erhielt überwiegend positive Kritiken und erreichte bei Rotten Tomatoes eine Bewertung von 75 %, basierend auf 57 Kritiken und bei Metacritic einen Metascore von 56 %, basierend auf 21 Kritiken. Auf Filmstarts erreicht Falling Down 4,2 von 5 Sternen (basierend auf 1.187 Bewertungen).
James Berardinelli bezeichnete auf ReelViews die erste Filmhälfte als „effektiv“. Der emotional labile William (Bill) Foster stehe dem emotional gefestigten Martin Prendergast gegenüber. Berardinelli schrieb weiter, der Film sei voller Galgenhumor, sodass man ihn fast als „schwarze Komödie“ klassifizieren könne. Eine der schockierendsten Szenen des Films sei nach Meinung des Kritikers jene, in der ein junges Kind Bill zeige, wie man einen Granatwerfer benutzt.

„Realistische Beschreibung von Auswüchsen und Mißständen, die sich in der zunehmend kompromiß- und routinehaften Inszenierung auf unentwirrbare Weise mit rassistischen Elementen und gesellschaftlichen Vorurteilen aller Art vermischt. In seiner vornehmlich emotionalen Argumentation vermag der Film der Fatalität der Zustände weniger abzuhelfen, als daß er sie fördert.“

Cinema nannte den Film ein „böses Psychodrama“, eine „schonungslose, schwarze Satire auf den Normalbürger“ und zog das Fazit: „Das definitive Ende des amerikanischen Traums“.
Die Filmbewertungsstelle Wiesbaden verlieh der Produktion das Prädikat „wertvoll“.

## Auszeichnungen
Ebbe Roe Smith gewann für das Drehbuch den Edgar Allan Poe Award. Der Film wurde 1993 für die Goldene Palme nominiert; Andrzej Bartkowiak wurde für seine Kameraarbeit für einen Preis des International Film Festival of the Art of Cinematography in Łódź in Polen nominiert.

## Musikkulturelle Bezüge
Im Jahr 2011 benutzte die amerikanische Rockband Foo Fighters den Film als Vorlage für das Musikvideo zu ihrer Single Walk.
Das Lied Man on the Edge der Band Iron Maiden vom 1995 erschienenen Album The X Factor handelt von dem Film.
Der deutsche Rapper Blokkmonsta nahm Bezug auf den Film in einem gleichnamigen Song.
Umgekehrt nimmt auch der Film selbst Bezug auf ein Musikstück, nämlich das alte englische Kinderlied London Bridge Is Falling Down. Nicht nur der Titel des Films ist mutmaßlich hiervon entlehnt. Es wird auch im Film erwähnt, dass es (was faktisch richtig ist) eine Rekonstruktion der historischen London Bridge in dem Ort Lake Havasu City in Arizona geben soll, wohin das Ehepaar Prendergast nach Martins Pensionierung ziehen will. 
Die Melodie des Liedes ist an drei Stellen im Film zu hören: Einmal singt es Prendergast seiner Frau am Telefon vor, worauf sie mit einstimmt, später erklingt es noch einmal instrumental, als „D-Fens“/Foster das soeben erworbene Geburtstagsgeschenk für seine Tochter betrachtet (diese Szene spiegelt in gewisser Hinsicht die erstere wider), und ein weiteres Mal am Ende des Abspanns.

## Soundtrack
Die Musik wurde von James Newton Howard komponiert.
| Nr. | Titel                             |
| --- | --------------------------------- |
| 1.  | 110 Freeway                       |
| 2.  | South Central                     |
| 3.  | Miracle Mile                      |
| 4.  | Hollywood                         |
| 5.  | West L.A.                         |
| 6.  | Santa Monica                      |
| 7.  | Venice                            |
| 8.  | Pier                              |
| 9.  | Pacific Ocean                     |
| 10. | Closing Theme from “Falling Down” |

## Synchronisation
Die deutschsprachige Synchronisation entstand bei der Deutschen Synchron in Berlin.
| Darsteller/in    | Deutsche Synchronstimme  | Rolle                         |
| ---------------- | ------------------------ | ----------------------------- |
| Michael Douglas  | Volker Brandt            | William „D-Fens“ Foster       |
| Robert Duvall    | Hartmut Reck             | Detective Martin Prendergast  |
| Barbara Hershey  | Kerstin Sanders-Dornseif | Elizabeth Travino             |
| Rachel Ticotin   | Bettina Spier            | Detective Sandra Torres       |
| D. W. Moffett    | Martin Keßler            | Detective Lydecker            |
| Raymond J. Barry | Jürgen Thormann          | Captain Yardley               |
| Tuesday Weld     | Regina Lemnitz           | Amanda Prendergast            |
| Karina Arroyave  | Monica Bielenstein       | Angie                         |
| Steve Park       | Sven Hasper              | Detective Brian               |
| Kimberly Scott   | Eva Kryll                | Detective Jones               |
| James Kean       | Eberhard Prüter          | Detective Keene               |
| Richard Montoya  | Bernd Vollbrecht         | Detective Sanchez             |
| Lois Smith       | Hannelore Fabry          | Mrs. Foster – Williams Mutter |